# Francesc Pere España
Francesc Pere Espanya, Francisco España (Girona, 1793 - Barcelona, 1877) va ser un lutier català que construí guitarres, violins i alguns aeròfons.
S'establí a Barcelona vers el 1820, on inicià el seu treball associat amb el mestres Thérèse de Mirecourt. Cap al 1835 se separà de Thérèse i va personalitzar els seus models, engrandint-los, amb obertures acústiques (ff) a l'estil de Guarneri i amb vernís fosc poc transparent. Va aconseguir una sonoritat molt bona. Els primers instruments sortits del taller etiquetats "España" són amb ff molt ben tallades, estil Stradivari, vernís groc clar transparent i amb un marcat estil francès. Són generalment molt apreciats per la seva excel·lent manufactura.
Existeixen també nombrosos instruments aeròfons com flautes, clarinets i diferents instruments de metall amb la mateixa marca, però no se sap si construïts al mateix taller o bé comercialitzats.
El 1842 va crear un altre taller al carrer dels Escuders, número 13.